# جی. سی. دبلیو. بکام
جی. سی. دبلیو. بکام (به انگلیسی: J. C. W. Beckham) سناتور سابق عضو حزب دموکرات ایالات متحده آمریکا بود. وی در سال ۱۹۱۵ تا ۱۹۲۱ میلادی سناتور ایالت کنتاکی در سنای ایالات متحده آمریکا بود.